# Karbon (geologi)
 For alternative betydninger, se Karbon (flertydig). (Se også artikler, som begynder med Karbon)
Karbon, også kendt som kultiden eller blot Kul, er den geologiske periode fra 359,2 til 299,0 millioner år siden mellem Devon og Perm, hvor der dannedes store kulaflejringer, og de første amnioter udviklede sig fra padder. Starten på Karbon defineres ved første optræden af conodonten Siphonodella sulcata.
Karbon underinddeles i Tidlig Karbon og Sen Karbon. Sen Karbon kaldes også Pennsylvanien i især amerikanske sammenhænge.
Første hvirveldyr går på land, første belemnitter (vættelys-blæksprutter), kakerlakker, krybdyr og bregner.
De ældste kendte fossilerede næsten komplette træer er blevet fundet i Gilboa. De er 385 millioner år gamle.
I slutningen af Devon faldt havniveauet globalt, men det steg igen i starten af Karbon. Temperaturen faldt også på sydpolen og det sydligste Gondwanaland var isdækket gennem det meste af perioden. I troperne var temperaturen dog høj gennem hele Karbon og det meste land var dækket af frodige sumpe. Mod slutningen af perioden faldt temperaturen igen, og klimaet blev mere tørt. Gondwanaland bevægede sig yderligere mod syd, og disse globale klimatiske ændringer var med til at de frodige kulsumpe ikke mere kunne eksistere. Landmasserne Gondwanaland og Laurasien gled sammen og blev til superkontinentet Pangæa, hvilket gav anledning til en del bjergkæder – bl.a. den Hercyniske foldning i Europa, Allegheny-bjergene i Nord-Amerika og Ural-bjergene på grænsen mellem Europa og Asien.

## Vegetation
De omfattende tropiske skove i kultiden, er måske Karbons primære kendetegn – og det er da også aflejringerne fra disse skove, der er blevet til nutidens kulforekomster og dermed har givet perioden sit navn. Padderokplanter og ulvefodsplanter var almindelige i Karbon. I dag lever de et tilbagetrukket liv, og de største bliver sjældent over 2 m mens de fleste er meget mindre (10-40cm), men i Karbon fandtes former som var store (op til 40 m høje) træer, f.eks. Skæltræ og Segltræ. Senere opstod frøbregnerne og mod periodens slutning også koglepalmer og flere andre grupper som f.eks. den uddøde familie af nåletræer Utrechtiaceae hvorfra alle nulevende nåletræer nedstammer.

## Dyreliv
Dyrelivet på land var veletableret i begyndelsen af Karbon. Padder var de dominerende hvirveldyr på land, og fra disse skulle senere krybdyrene udvikle sig – de første hvirveldyr, der var fuldt landlevende. Leddyr var også almindelige, og pga. det meget højere indhold af ilt i atmosfæren var disse meget større end i dag så som kæmpeguldsmeden Meganeura med et vingefang på 75cm, eller kæmpeskolopenderen Arthropleura der kunne blive op til 2,5 m lang. I havet var Hajerne og deres forfædre dominerende, men Benfisk var også udviklede og forekom i både saltvand og ferskvand.